# 西普謝瓦納 (印第安納州)
西普謝爾納（英語：Shipshewana）是一個位於美國印第安納州拉格蘭奇縣的城鎮。

## 人口
根據2010年美國人口普查的數據，西普謝爾納的面積為3.53平方千米，當中陸地面積為3.53平方千米，而水域面積為0.00平方千米。當地共有人口658人，而人口密度為每平方千米186人。